# 下之町 (沼田市)
下之町（しものちょう）は、群馬県沼田市の地名。同市の独特な地形である河岸段丘の上の中心市街地に位置し、市役所も町内に所在する。郵便番号は378-0064。2015年現在の面積は0.0686km2。

## 地理

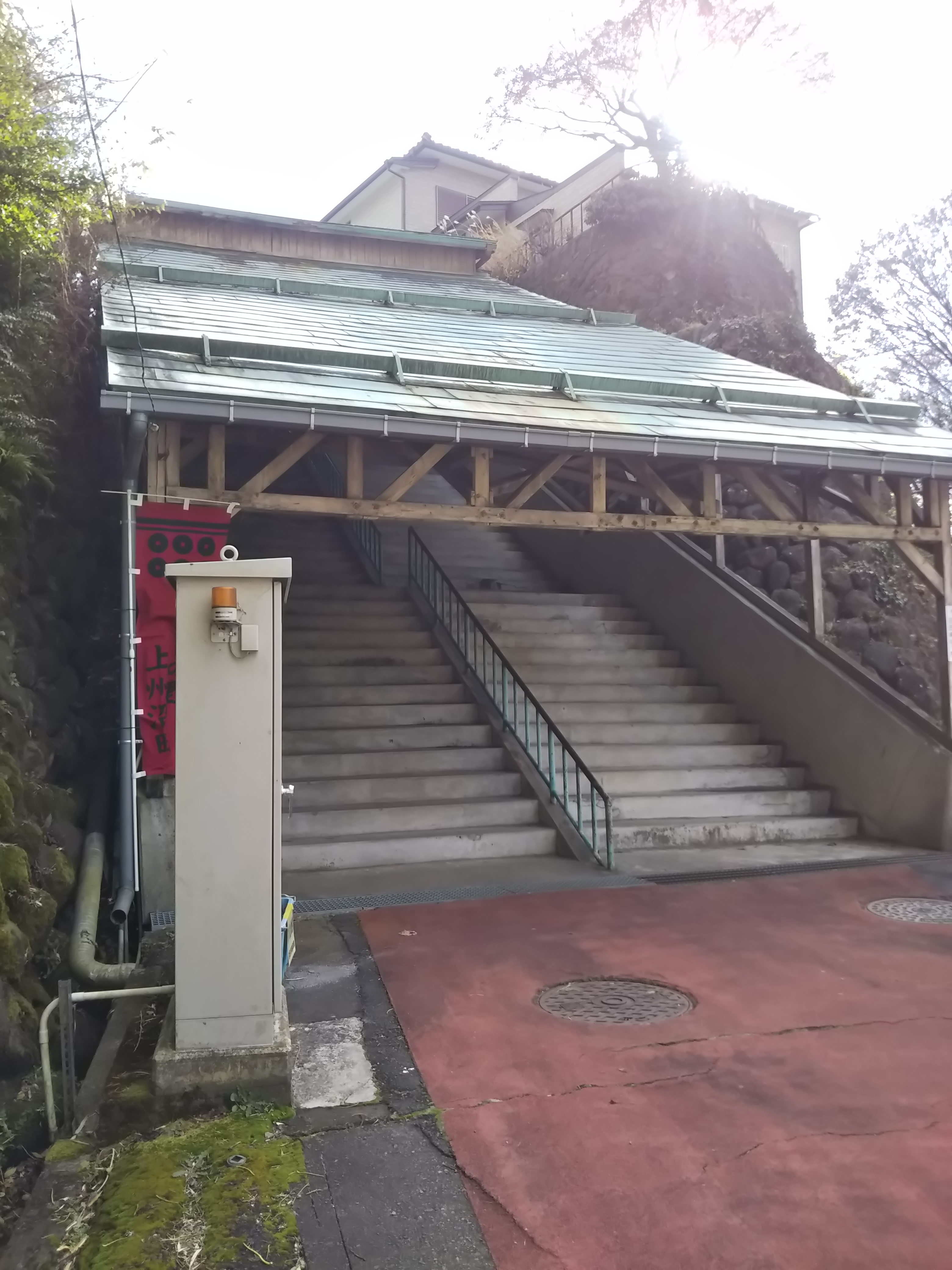
沼田駅側から、河岸段丘の上の下之町方面に登る滝坂の階段

沼田の河岸段丘上の市街地の西端に位置する。東西に国道120号（本町通り）が通り、東側の中町・上之町とともに本町通りの商店街を形成する。本町通りに交差して、南北に「お馬出し通り」と「キネマ通り」が並行する。お馬出し通りはかつての沼田城大手門前の通りで、参勤交代の際に馬揃えが行われたことにちなむ。キネマ通りは、明治中期に劇場が開場したことから「舞台通り」、金盛座に改められると「金盛座通り」、1930年（昭和5年）には映画館「沼田キネマ」となったことから「キネマ通り」と呼ばれるようになったが、この映画館は現存しない。
町の西側は急傾斜地で、上越線沼田駅のある麓とは路線バスの通る滝坂および、その旧道の屋根付き階段が結んでいる。1983年には滝坂に市内初の消雪パイプが敷設された。1993年には、再開発ビル「グリーンベル21」が竣工。当初は沼田サティを核テナントとしていたが、2002年にサティが撤退。その後エーコープや長崎屋が入居したが、いずれも撤退した。その後沼田市が建物を取得し、2019年に西倉内町から移転した市役所や、沼田市歴史資料館、沼田エフエム放送などが入居する「テラス沼田」としてリニューアルオープンした。
市立小・中学校に通う場合、全域が沼田市立沼田小学校および沼田市立沼田東中学校の学区となる。

## 歴史
江戸時代に、東側に連なる中町・上之町とともに沼田城南側の城下の本町として成立した。沼田町史によると、1560年（永禄3年）にこの地の領主の沼田万鬼斎顕泰により本町が割り当てられ、1612年（慶長17年）に真田信幸が材木町・鍛冶町とともに本町の町割を行ったと記されている。この本町が下之町・中町・上之町に区分けされた時期は明らかではないが、1682年（天和2年）の矢島家文書の沼田町図では3ヶ町に区分けされた様子が記されている。
1889年（明治22年）の町村制施行により沼田町の、1954年（昭和29年）には沼田町が周辺町村と合併し市制を施行したことから沼田市の通称町名となる。
現在の町域の北東部、お馬出し通り沿いにある神明宮は慶長年間に沼田城から遷宮した。常夜灯は、1852年（嘉永5年）12月に、中町で旅館を営む木榑屋七左衛門の寄進により、滝坂の中腹にあった円法寺の弁財尊天に奉納された。1907年（明治40年）に弁財尊天は神明宮に合祀され、これにあわせ常夜灯も1909年に神明宮に移設された。

## 世帯数と人口
2021年（令和3年）11月30日現在の世帯数と人口は以下の通りである。
| 町丁   | 世帯数 | 人口  |
| ------ | ------ | ----- |
| 下之町 | 58世帯 | 143人 |

## 交通

### 鉄道
町内に鉄道駅はない。

### バス
本町通りに「テラスぬまた・市役所前」の停留所があり、関越交通によりJR上越線沼田駅・上越新幹線上毛高原駅方面、老神温泉・尾瀬戸倉方面、迦葉山方面などへの路線バスおよび関越自動車道を経由して前橋市の県庁前・群大病院方面とを結ぶ高速バス「アップル号」が運行されている。北に隣接する西倉内町の「沼田局前」からも沼田駅や猿ヶ京温泉方面への路線バスが利用できる。

### 道路
- 国道120号
- 群馬県道274号沼田停車場線

## 施設
- テラス沼田
  - 沼田市役所
  - 沼田商工会議所
  - 沼田市歴史資料館